# Jony Rodríguez
Jonathan Rodríguez Menéndez (Cangas del Narcea, 9 de julho de 1991) é um futebolista profissional espanhol que atua como meia. Atualmente, defende o Sporting Gijón, emprestado pela Lazio

## Carreira
Jony Rodríguez começou a carreira no Real Oviedo.

## Títulos
Lazio
- Supercopa da Itália: 2019